# Houston Oilers 1989
La stagione 1989 degli Houston Oilers è stata la 20ª della franchigia nella National Football League, la 30ª complessiva Con 9 vittorie e 7 la squadra si classificò al secondo posto della AFC Central division, qualificandosi ai playoff per il terzo anno consecutivo. Fu anche l’ultima stagione di Jerry Glanville come capo-allenatore degli Oilers. Uno dei punti più bassi della stagione e della permanenza della franchigia a Houston fu una sconfitta contro i Bengals rivali di division per 61-7, il peggior passivo della storia della squadra in quanto a punti subiti.

## Roster
| Roster degli Houston Oilers nel 1988 |
| --- |
| Quarterback - 14 Cody Carlson - 1 Warren Moon Running Back - 32 Alonzo Highsmith FB - 20 Allen Pinkett KR - 30 Mike Rozier - 44 Lorenzo White Wide Receiver - 80 Curtis Duncan - 81 Ernest Givins - 83 Leonard Harris - 85 Drew Hill - 86 Kenny Jackson - 84 Haywood Jeffires Tight End - 87 Bob Mrosko - 88 Chris Verhulst Offensive Linemen - 79 Bruce Davis T - 78 Don Maggs T - 74 Bruce Matthews G - 63 Mike Munchak G - 52 Jay Pennison C - 70 Dean Steinkuhler T - 73 David Williams T Defensive Linemen - 71 Richard Byrd DE - 79 Ray Childress DT - 95 William Fuller DE - 96 Sean Jones DE - 94 Glenn Montgomery DT - 99 Doug Smith DT Linebacker - 51 Eric Fairs MLB - 59 John Grimsley OLB - 56 Scott Kozak OLB - 91 Johnny Meads OLB - 53 Eugene Seale MLB - 54 Al Smith MLB Defensive Back - 29 Patrick Allen CB - 24 Steve Brown CB - 28 Cris Dishman CB - 31 Jeff Donaldson S - 21 Tracey Eaton S - 23 Richard Johnson CB - 25 Bubba McDowell SS Special Team - 9 Greg Montgomery P - 7 Tony Zendejas K |
| Legenda - I rookie sono in corsivo. - Il primo ruolo è il principale mentre gli eventuali successivi indicano i ruoli secondari. - (IR) sta per Injured Reserve ed indica la lista ristretta per un solo giocatore infortunato che può tornare ad allenarsi dopo la settimana 6 e a rientrare in prima squadra dopo che questa ha giocato 8 partite. - (NF-Inj.) / (NF-Ill.) stanno rispettivamente per Non-Football Injured e Non-Football Illness ed indicano le liste dove viene inserito un giocatore che ha un infortunio o una malattia non dipendente dal football americano. - (PUP) sta per Physically Unable to Perform ed indica la lista dove viene inserito un giocatore mentre è in attesa di recuperare la condizione fisica. Nella stagione regolare dopo la sesta partita giocata dalla propria squadra, il giocatore ha tempo tre settimane per riprendere ad allenarsi, più tre settimane aggiuntive dal suo rientro agli allenamenti per rientrare in prima squadra.                                |

Fonte:

## Calendario
| Stagione regolare |                         |           |
| Turno             | Avversario              | Risultato |
| 1                 | at Minnesota Vikings    | S 38–7    |
| 2                 | at San Diego Chargers   | V 34–27   |
| 3                 | Buffalo Bills           | S 47–41   |
| 4                 | Miami Dolphins          | V 39–7    |
| 5                 | at New England Patriots | S 23–13   |
| 6                 | at Chicago Bears        | V 33–28   |
| 7                 | Pittsburgh Steelers     | V 27–0    |
| 8                 | at Cleveland Browns     | S 28–17   |
| 9                 | Detroit Lions           | V 35–31   |
| 10                | Cincinnati Bengals      | V 26–24   |
| 11                | Los Angeles Raiders     | V 23–7    |
| 12                | at Kansas City Chiefs   | S 34–0    |
| 13                | at Pittsburgh Steelers  | V 23–16   |
| 14                | Tampa Bay Buccaneers    | V 20–17   |
| 15                | at Cincinnati Bengals   | S 61–7    |
| 16                | Cleveland Browns        | S 24–20   |

### Playoff
| Playoff  |                     |           |
| Turno    | Avversario          | Risultato |
| Wildcard | Pittsburgh Steelers | S 26–23   |

## Classifiche
| AFC Central            | AFC Central | AFC Central | AFC Central | AFC Central | AFC Central | AFC Central | AFC Central | AFC Central | AFC Central |
|                        | V           | S           | P           | %           | DIV         | CONF        | PF          | PA          | Str.        |
| ---------------------- | ----------- | ----------- | ----------- | ----------- | ----------- | ----------- | ----------- | ----------- | ----------- |
| Cleveland Browns(2)    | 9           | 6           | 1           | .594        | 3–3         | 6–5–1       | 334         | 254         | V2          |
| Houston Oilers(4)      | 9           | 7           | 0           | .563        | 3–3         | 6–6         | 365         | 412         | S2          |
| Pittsburgh Steelers(5) | 9           | 7           | 0           | .563        | 1–5         | 6–6         | 265         | 326         | V3          |
| Cincinnati Bengals     | 8           | 8           | 0           | .500        | 5–1         | 6–6         | 404         | 285         | S1          |